# Psectrocladius barbatipes
Psectrocladius barbatipes är en tvåvingeart som beskrevs av Jean-Jacques Kieffer 1923. Psectrocladius barbatipes ingår i släktet Psectrocladius och familjen fjädermyggor. Arten har ej påträffats i Sverige. Inga underarter finns listade i Catalogue of Life.